# Berg-Waldspitzmaus

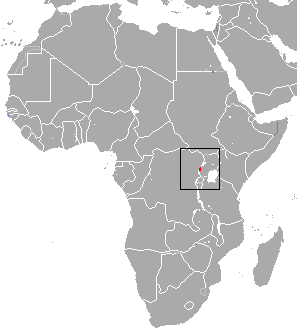
Verbreitungsgebiet der Berg-Waldspitzmaus

Die Berg-Waldspitzmaus (Myosorex blarina) ist ein im östlichen Afrika verbreitetes Säugetier in der Familie der Spitzmäuse.

## Merkmale
Die Art ist innerhalb der Gattung Afrikanische Waldspitzmäuse mit einer Kopf-Rumpf-Länge von 91 bis 93 mm, einer Schwanzlänge von 31 bis 40 mm und einem Gewicht von 13,5 bis 18 g mittelgroß. Es kommen 13 bis 18 mm lange Hinterfüße und 6 bis 7 mm lange Ohren vor. Zum Graben in der Laubschicht und im oberen Bodenbereich hat die Berg-Waldspitzmaus länge Krallen an den Vorderpfoten. Die Oberseite ist mit schwarzbraunem Fell bedeckt und unterseits ist graues Fell vorhanden. Typisch sind kleine Ohren, die im Fell versteckt sind. Die Art hat einen schwarzen und nackten Schwanz. In jeder Kieferhälfte besitzen die Zähne vom äußeren Schneidezahn bis einschließlich der Prämolaren eine Spitze.

## Verbreitung und Lebensweise
Diese Spitzmaus lebt endemisch im Ruwenzori-Gebirge im Westen Ugandas und in der angrenzenden Demokratischen Republik Kongo. Sie hält sich zwischen 1900 und 4000 Meter Höhe auf. Das Verbreitungsgebiet ist etwa 2400 km² groß. Als Habitat dienen Bergwälder, Wälder mit einem Unterwuchs aus Bambus sowie gelegentlich grasbedeckte Moore und Heideland. Für die Region typische Gewächse sind Lobelien und Greiskräuter.
Soweit bekannt ist die Berg-Waldspitzmaus vorwiegend nachtaktiv, obwohl Tiere am Tage gesichtet wurden. Untersuchte Weibchen im Mai und November zeigten keine Anzeichen von Trächtigkeit.

## Gefährdung
Waldrodungen wirken sich in tieferen Lagen negativ aus. In großen Teilen des Gebirges sorgt der Nationalpark Rwenzori Mountains für einen Bestandsschutz. Trotzdem ist die Art nur aus fünf kleineren Bereichen bekannt und die Gesamtpopulation nimmt ab. Die IUCN listet die Berg-Waldspitzmaus als stark gefährdet (endangered).